# سیماترول
سیماترول (به انگلیسی: Cimaterol) با فرمول شیمیایی C۱۲H۱۷N۳O یک ترکیب شیمیایی با شناسه پاب‌کم ۲۷۵۵ است. که جرم مولی آن ۲۱۹٫۲۸۲۸۸ g/mol می‌باشد. 